# Campeonato Paraguaio de Futebol de 2004
O Campeonato Paraguaio de Futebol de 2004 foi o nonagésimo quarto torneio desta competição. Participaram dez equipes. O Club Sportivo San Lorenzo foi rebaixado. Os três primeiros colocados do torneio representariam o Paraguai na Copa Libertadores da América de 2004. O campeão e vice do primeiro turno (Apertura) são classificados para a Copa Sul-Americana de 2004.O sistema de competição era um Apertura e Clausura, porém, com o vencedor do Apertura jogando a finalíssima com o vencedor do Clausura.
| Equipe                      | Cidade              | Departamento     | No ano anterior                                                      | Estádio                        | Capacidade | Títulos                                                 | Participações |
| --------------------------- | ------------------- | ---------------- | -------------------------------------------------------------------- | ------------------------------ | ---------- | ------------------------------------------------------- | ------------- |
| Club Cerro Porteño          | Assunção            | Distrito Capital | Lugar                                                                | Estádio General Pablo Rojas    | 32.910     | 25 (último em 2001)                                     | 86            |
| Club Guaraní                | Assunção            | Distrito Capital | Vice Campeão                                                         | Estádio Rogelio Livieres       | 6.000      | 9 (1906,1907, 1921, 1923, 1949, 1964, 1967, 1969, 1984) | 93            |
| Club Olimpia                | Assunção            | Distrito Capital | Lugar                                                                | Estádio Manuel Ferreira        | 15.000     | 38 (último em 2000)                                     | 94            |
| Club Sportivo Luqueño       | Luque               | Central          | Lugar                                                                | Estádio Feliciano Cáceres      | 25.000     | 2 (1951,1953)                                           | 70            |
| Sol de América              | Villa Elisa         | Central          | Lugar                                                                | Estádio Luis Alfonso Giagni    | 5.000      | 2 (1986, 1991)                                          | 88            |
| 12 de Octubre Football Club | Itauguá             | Central          | Lugar                                                                | Estádio Juan Canuto Pettengill | 8.000      | 0 (não possui)                                          | 8             |
| Club Libertad               | Assunção            | Distrito Capital | Campeão                                                              | Estádio Dr. Nicolás Leoz       | 10.000     | 9 (1910, 1920, 1930,1943, 1945, 1955, 1976,2002,2003, ) | 89            |
| Club Sport Colombia         | Fernando de la Mora | Central          | Lugar                                                                | Estádio Alfonso Colmán         | 7.000      | 0 (não possui)                                          | 15            |
| Tacuary Football Club       | Assunção            | Distrito Capital | Lugar                                                                | Estádio Roberto Bettega        | 6.000      | 0 (não possui)                                          | 2             |
| Club Nacional               | Assunção            | Distrito Capital | Campeão do Campeonato Paraguaio de Futebol de 2003 - Segunda Divisão | Estádio Arsenio Erico          | 4.000      | 6 (1909, 1911, 1924, 1926, 1942, 1946)                  | 86            |

## Premiação
| Campeonato Paraguaio 2004 Primeira Divisão |
| Assunção                                   |
| ------------------------------------------ |
| Club Cerro Porteño Campeão (26º título)    |